# Béla Sanders
Béla Sanders (eigentlich Hans Schubert; * 11. Januar 1905 in Elberfeld, heute Wuppertal; † 2. Februar 1980 in Braunschweig) war ein deutscher Orchesterleiter.

## Leben und Wirken
Hans Schubert absolvierte ein Musikstudium am Frankfurter Konservatorium.  Nach dem Zweiten Weltkrieg nahm er den Künstlernamen Béla Sanders an und gründete das Orchester Béla Sanders and his Tango-Orchestra,  mit dem er 1953 bis 1959 mehrere Schallplatten bei Teldec einspielte. Das Orchester wurde bald eines der bekanntesten Tanzorchester Deutschlands. 
Zu Beginn der 1960er Jahre wechselte er mit seinem nun Orchester Béla Sanders genannten Ensemble zu Philips. 1963 wurde sein Orchester vom Allgemeinen Deutscher Tanzlehrerverband zur Produktion der ersten Tanzplatte des Jahres ausgewählt.
Neben der musikalischen Unterstützung von Bällen und Tanzwettbewerben begleitete das Orchester Béla Sanders viele deutsche Schlagersänger sowohl auf der Bühne als auch im Studio, darunter Vico Torriani, Wilhelm Strienz, Fred Weyrich, Renate Holm und Lilian Harvey.
Béla Sanders wurde auf dem Hauptfriedhof Braunschweig (Abt. 13) beigesetzt. 